# 카푸소 모, 제시카 소호
《카푸소 모, 제시카 소호》(필리핀어: Kapuso Mo, Jessica Soho→너의 마음의 동반자, 제시카 소호)는 필리핀의 다큐멘터리 텔레비전 프로그램이다. 2004년 11월 7일 GMA 네트워크에서 처음 방송되었다.

## 같이 보기
- GMA 네트워크